# فاینال فانتزی ۱۲
فاینال فانتزی ۱۲ (به انگلیسی: Final Fantasy XII)(به ژاپنی: ファイナルファンタジーXII، تلفظ:Fainaru Fantajī Tuerubu) یک بازی ویدئویی تک‌نفره در سبک نقش‌آفرینی است که توسط شرکت اسکوئر انیکس برای کنسول پلی‌استیشن ۲ ساخته و منتشر شده‌است. این بازی به عنوان دوازدهمین نسخه از مجموعه بازی‌های فاینال فانتزی به‌شمار می‌رود که در سال ۲۰۰۶ عرضه شد. دنباله‌ای بر این بازی با عنوان فاینال فانتزی ۱۲: بال‌های انتقام در سال ۲۰۰۷، برای کنسول بازی دستی نینتندو دی‌اس منتشر شد. نسخه‌ای بازسازی شده و با وضوح بالا تحت عنوان عصر زودیاک نیز در ژوئیه ۲۰۱۷ برای پلی‌استیشن ۴، و فوریه ۲۰۱۸ برای مایکروسافت ویندوز در دسترس قرار گرفت.

## شخصیت‌ها
شش شخصیت اصلی و قابل کنترل فاینال فانتزی ۱۲ عبارتند از:
وان (به ژاپنی: ヴァン Van، به انگلیسی: Vaan) شخصیت اصلی بازی یک پسر یتیم ۱۷ ساله که خانواده‌اش را در سن ۱۲ سالگی در اثر طاعون از دست داده بود. او آرزو داشت یک دزد هوایی شود و به هرجا که دوست دارد، آزاده سفر کند.
اَش یا اَشیلیئا بینارگین دالماسکا (به ژاپنی: アーシェ・バナルガン・ダルマスカ Āshe Banarugan Darumasuka، به انگلیسی: Ashelia B'nargin Dalmasca) شخصیت مونث اصلی داستان یک پرنسس ۱۹ ساله، تنها فرزند شاه رامیناس و تنها وارث تخت پادشاهی دالماسکا. او با وان و دیگران در بدترین شرایط ملاقات کرد. اَش این را به خوبی می‌دانست که او فاقد قدرت برای ادارهٔ قلمرو پادشاهی خود بود، اما نمی‌توانست به خودش اجازه دهد تا شکست را قبول کند. او با رَسلر نابرادیئا کمی قبل از هجوم آرکیدیا به دالماسکا ازدواج کرد. بلافاصله پس از ازدواج، همسر او برای محافظت از دژ نالبینا در نبرد کشته شد و اَش را تبدیل به یک بیوهٔ جوان کرد.
باش فان روزنبرگ (به ژاپنی: バッシュ・フォン・ローゼンバーグ Basshu fon Rōzenbāgu، به انگلیسی: Basch fon Ronsenburg) یک مرد ۳۶ ساله و کاپیتان شوالیه‌های دالماسکا.
پنلو (به ژاپنی: パンネロ Pannero، به انگلیسی: Penelo) یک دختر یتیم ۱۷ ساله (در نسخه ژاپنی بازی ۱۶ سال دارد) و دوست کودکی وان. او همیشه مواظب کارهای وان است و سعی می‌کند او را از دردسر دور نگه دارد. اگرچه او خانوادهٔ خود را در جنگ با امپراتور از دست داده بود، همیشه بشاش بود و با انجام کارهای عجیب در داخل و خارج از شهر به پیشروی ادامه می‌داد.
بالتیئر (به ژاپنی: バルフレア Barufurea، به انگلیسی: Balthier)
فِرَن (به ژاپنی: フラン Furan، به انگلیسی:Fran) یک جنگجوی ویئرایی.